# Rudolf Bockholdt
Rudolf Bockholdt (* 25. Februar 1930 in Amsterdam; † 29. Dezember 2007 in Hameln) war ein deutscher Musikwissenschaftler. Schwerpunkt seiner Forschungsarbeiten war die Musik der Wiener Klassiker und die Musik des 19. Jahrhunderts.

## Leben und Werk
Rudolf Bockholdt studierte von 1950 bis 1956 Musikwissenschaft Thrasybulos Georgiades, Philosophie (Hans-Georg Gadamer, Karl Jaspers) und Kirchengeschichte (Hans von Campenhausen) in Heidelberg und Basel (Jacques Handschin). Er promovierte 1960 in Heidelberg mit einer Arbeit über Die frühen Messenkompositionen von G. Dufay (= Münchner Veröffentlichungen zur Musikgeschichte V, Tutzing 1960).
Seit 1962 wirkte Rudolf Bockholdt als Lehrbeauftragter an der Universität München. Hier habilitierte er sich 1971 mit Studien zu Berlioz. Rudolf Bockholdt schrieb unter anderem Notizen zur Handschrift Trient >>93<< und zu Dufays Messensätzen (AMI XXXIII, 1961), Semibrevis minima und Prolatio temporis (Mf XVI, 1963).
Rudolf Bockholdt war Begründer und Herausgeber der Schriftenreihe Studien zur Musik (München, seit 1982) und Mitherausgeber der Zeitschrift Musiktheorie (Laaber, seit 1997).